# 스티븐스 공과대학교
스티븐스공과대학교(Stevens Institute of Technology)는 미국 뉴저지주 호보컨(Hoboken)에 있는 사립 연구 대학이다. 1870년에 설립된 이 대학은 미국에서 가장 오래된 기술 대학 중 하나이며 기계 공학에만 전념하는 미국 최초의 대학이었다. 55에이커 규모의 캠퍼스는 호보컨에서 가장 높은 지점인 캐슬 포인트(Castle Point), 캠퍼스 녹지 및 43개의 학술, 학생 및 행정 건물을 포함한다.
에드윈 아우구스투스 스티븐스(Edwin Augustus Stevens)의 1868년 유산을 통해 설립된 스티븐스(Stevens)에는 아시아, 유럽 및 라틴 아메리카 전역의 47개 주와 60개국을 대표하는 8,000명 이상의 학부 및 대학원생이 등록되어 있다. 스티븐스는 기술 기반 STEM(과학, 기술, 공학 및 수학) 학위와 비즈니스, 예술, 인문학 및 사회 과학 학위를 제공하는 3개의 학교와 1개의 대학으로 구성되어 있다. The Charles V. Schaefer, Jr., 스쿨 오브 엔지니어링 앤드 사이언스(School of Engineering and Science), 비즈니스 스쿨, 시스템 및 기업 스쿨, 예술 및 문학 대학. 학부생을 위해 스티븐스는 공학 학사(B.E.), 이학 학사(B.S.) 및 예술 학사(B.A.)를 제공한다. 대학원 수준에서 스티븐스는 공학, 과학, 시스템, 공학, 관리 및 인문학 분야의 프로그램을 제공한다. 대학원생은 대학원 수료증 및 석사 학위에서 박사 학위에 이르기까지 50개 이상의 다양한 명칭에서 고급 학위를 취득할 수 있다.
스티븐스는 "R2: 박사 과정 대학 – 높은 연구 활동"으로 분류된다. 이 대학교는 미국 국방부와 미국 국토안보부가 지정한 두 개의 국립 우수 센터(Center of Excellence)의 본거지이다. 스티븐스 커뮤니티의 졸업생 및 교수진 두 명이 노벨상을 수상했다. 물리학 분야에서는 프레데릭 레인스(Frederick Reines, 1939년), 화학 분야에서는 어빙 랭무어(Irving Langmuir, 화학 교수진 1906-1909년)가 수상했다.

## 같이 보기
- 사립기술대학협회